# Farzad Jafari
Farzad Jafari (tiếng Ba Tư: فرزاد جعفری) là một hậu vệ bóng đá người Iran hiện tại thi đấu cho câu lạc bộ Iran Foolad ở Persian Gulf Pro League.

## Sự nghiệp câu lạc bộ
Jafari bắt đầu sự nghiệp với Esteghlal Ahvaz từ các cấp độ trẻ. Anh được đẩy lên đội một sau khi lên chơi tại Hạng đấu 1 năm 2012. Anh đá chính thường xuyên trong mùa giải đầu tiên với Esteghlal Ahvaz. Vào mùa đông năm 2013 anh gia nhập Esteghlal Khuzestan cùng với một bản hợp đồng 3,5 năm. Anh có màn ra mắt cho Esteghlal Khuzestan vào ngày 19 tháng 12 năm 2013 trước Malavan với tư cách đá chính.

## Thống kê sự nghiệp câu lạc bộ
Tính đến 31 tháng 10 năm 2014.
| Câu lạc bộ          | Hạng đấu            | Mùa giải            | Giải vô địch | Giải vô địch | Cúp Hazfi | Cúp Hazfi | Châu Á  | Châu Á    | Tổng    | Tổng      |
| Câu lạc bộ          | Hạng đấu            | Mùa giải            | Số trận      | Bàn thắng    | Số trận   | Bàn thắng | Số trận | Bàn thắng | Số trận | Bàn thắng |
| ------------------- | ------------------- | ------------------- | ------------ | ------------ | --------- | --------- | ------- | --------- | ------- | --------- |
| Esteghlal Ahvaz     | Hạng đấu 1          | 2012–13             | 22           | 0            | 1         | 0         | –       | –         | 23      | 1         |
| Esteghlal Ahvaz     | Hạng đấu 1          | 2013–14             | 3            | 1            | 0         | 0         | –       | –         | 3       | 1         |
| Esteghlal Khuzestan | Pro League          | 2013–14             | 4            | 0            | 0         | 0         | –       | –         | 4       | 0         |
| Esteghlal Khuzestan | Pro League          | 2014–15             | 3            | 0            | 1         | 0         | –       | –         | 4       | 0         |
| Tổng cộng sự nghiệp | Tổng cộng sự nghiệp | Tổng cộng sự nghiệp | 32           | 1            | 2         | 0         | 0       | 0         | 34      | 1         |